# カシオペヤ座
カシオペヤ座（カシオペヤざ、ラテン語: Cassiopeia）は、現代の88星座の1つで、プトレマイオスの48星座の1つ。古代ギリシアの伝承に登場するエチオピアの王妃カッシオペイアをモチーフとしている。3個の2等星と2個の3等星が、ラテン文字のWの形に並ぶ姿で知られる。このW字のアステリズムは、天の北極を探すための指極星として用いられる。
一部の国語辞典では見出し語を「カシオペア座」としているものもあるが、公式に学術用語として定められた日本語の星座名は「カシオペヤ」である。

## 特徴

カシオペヤ座の全景。

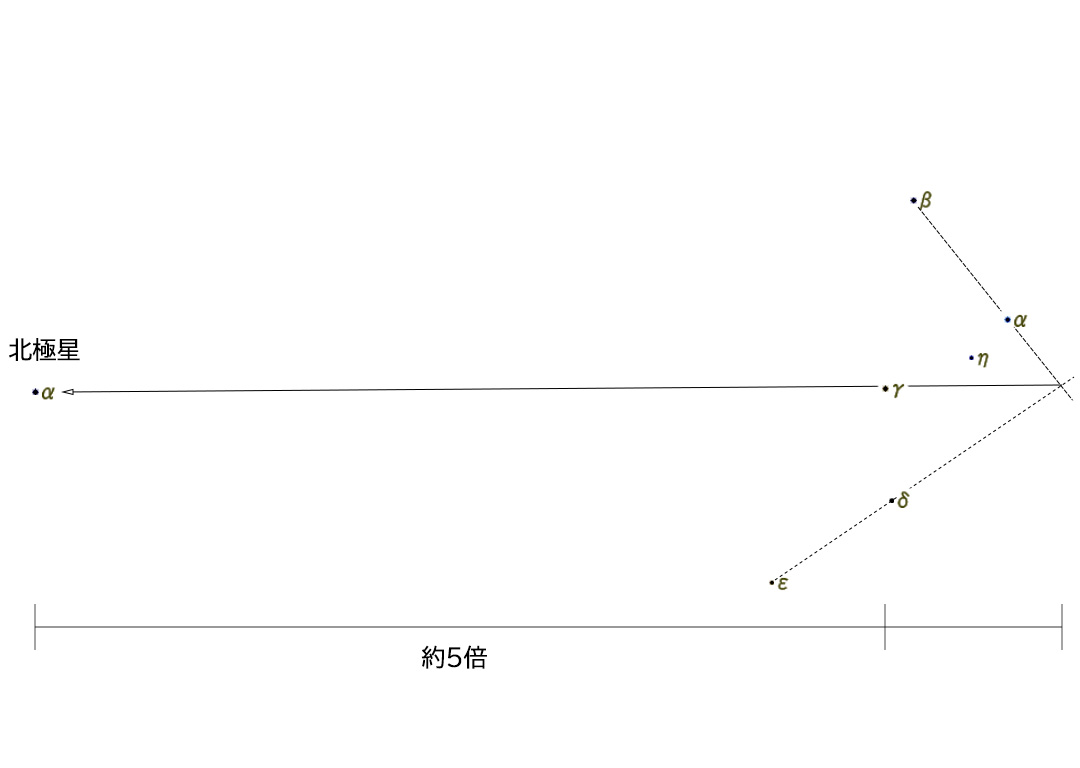
カシオペヤ座のWから北極星を見つける方法。βとα、εとδ をそれぞれ結んだ線分を2つの線が交わるまで拡張する。2つの線の交点とW字の中心にある γ を繋いだ線分を γ の方向に5倍ほど伸ばしたあたりに天の北極や北極星を見つけることができる。

東をきりん座、北西をケフェウス座、南西をとかげ座、南をアンドロメダ座、南東をペルセウス座に囲まれている。20時正中は12月上旬頃、北半球では秋の星座とされ、ほぼ年中観望することができる。北緯44°より北の地域では、星座全体が地平線に沈むことのない周極星となる。
α・β・γ・δ・ε の5つの星が形作る「W」字のアステリズムは、このW字を用いた北極星の位置を知る方法と合わせてよく知られている。

## 由来と歴史

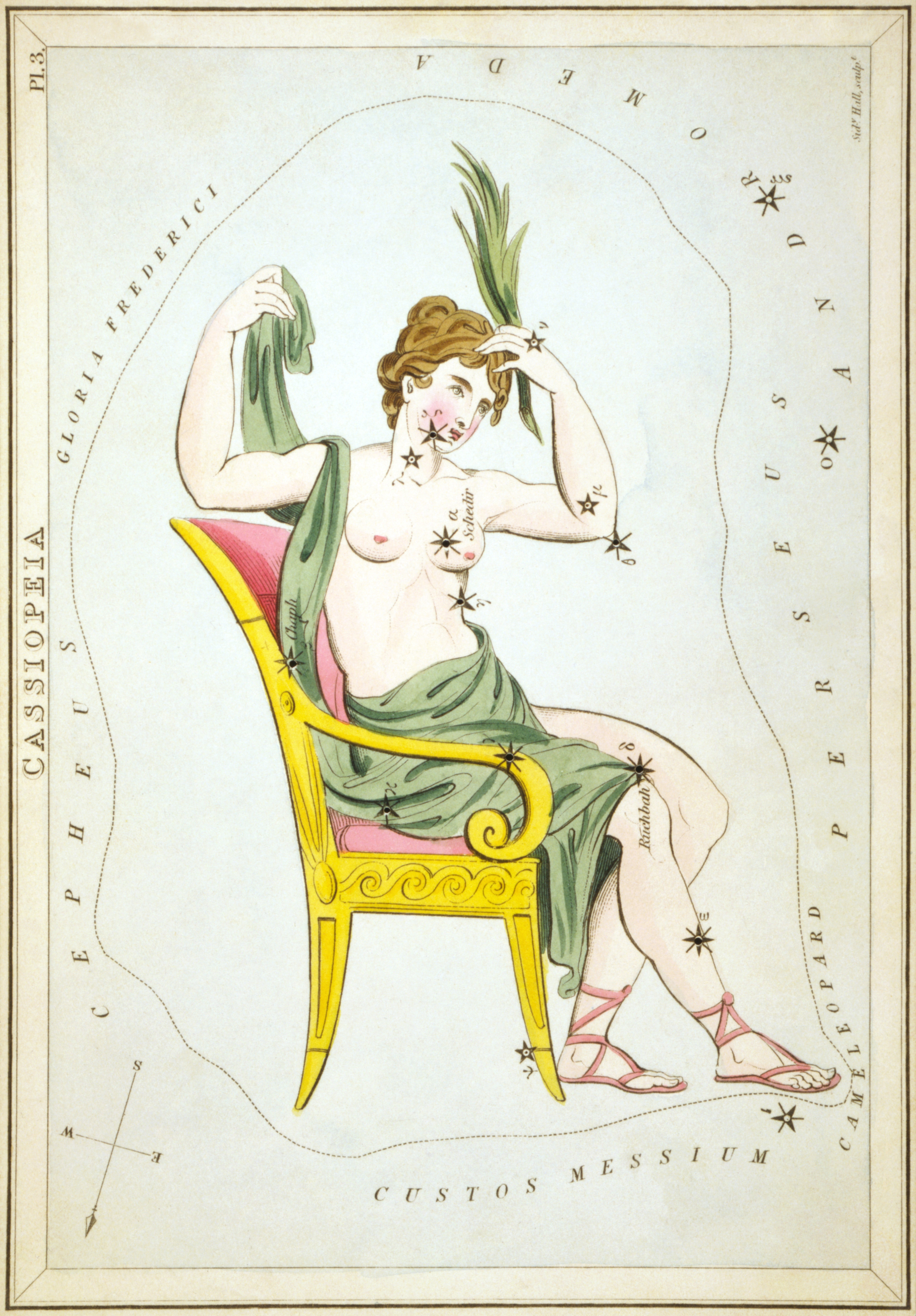
19世紀イギリスの星座カード集『ウラニアの鏡』に描かれたカシオペヤ座。

この星座のモチーフとされたのは、古代ギリシアの伝承に登場するエチオピア王ケーペウスの妃で、王女アンドロメダーの母親とされるカッシオペイアである。
星座としてのカシオペヤは、紀元前4世紀の古代ギリシアの天文学者クニドスのエウドクソスの著書『ファイノメナ (古希: Φαινόμενα)』にその名前が挙げられていた。エウドクソスの『ファイノメナ』は現存していないが、これを元に詩作したとされる紀元前3世紀前半のマケドニアの詩人アラートスの詩篇『ファイノメナ (古希: Φαινόμενα)』にはカシオペヤ座を詠った詩が収められており、アラートスはこの星座の特徴的な形状を「鍵」に喩えている。
カシオペヤ座に属する星の数は、紀元前3世紀後半の天文学者エラトステネースの天文書『カタステリスモイ (古希: Καταστερισμοί)』では15個、1世紀初頭の古代ローマの著作家ガイウス・ユリウス・ヒュギーヌスの『天文詩 (羅: De Astronomica)』では14個、帝政ローマ期の2世紀頃のクラウディオス・プトレマイオスの天文書『ヘー・メガレー・スュンタクスィス・テース・アストロノミアース (古希: ἡ Μεγάλη Σύνταξις τῆς Ἀστρονομίας)』、いわゆる『アルマゲスト』では13個とされた。
9世紀から15世紀にかけての挿し絵では、両手を広げたカッシオペイアの姿が描かれていたが、ドイツの版画家アルブレヒト・デューラーが1515年に製作した星図では左手にヤシの葉を携えて玉座から身を乗り出すような姿で描かれている。さらに17世紀フランスの天文学者オギュスタン・ロワイエが1679年に著した星図では、左手にヤシの葉を携えて玉座に深く腰掛けた姿が描かれた。ヤシの葉はキリスト教の殉教のシンボルであるため、17世紀の星図にはカッシオペイアの姿ではなくマグダラのマリアやソロモンの母バト・シェバ、ヤシの木の下で裁きをおこなったデボラなどが描かれることもあった。
1922年5月にローマで開催された国際天文学連合 (IAU) の設立総会で現行の88星座が定められた際にそのうちの1つとして選定され、星座名は Cassiopeia、略称は Cas と正式に定められた。

### 中東
10世紀のペルシアの天文学者アブドゥッラハマーン・スーフィーが、『アルマゲスト』を元に964年頃に著した天文書『星座の書』では、「玉座にある女」を意味する Dhāt al-Kursīy という星座名が付けられ、13個の星があるとされた。
アラブの一部では、α・β・γ・δ・εの5つの星群を「染められた手」を意味する al-kaf al-khadib とも呼んでいた。これは、アラブの女性が手や足にヘナと呼ばれる植物性の赤い染料を塗るという習慣に由来するものと考えられており、β星の固有名カフ (Caph) の由来ともなっている。この手は、アラビアの月宿で第3宿とされたプレヤデス星団 ath-thuraya (al-thurayya) を頭として、そこからくじら座とカシオペヤ座に伸びる2つの腕を持つ巨大なアステリズムの一部であった。一方、この「染められた手」は、ムハンマドの娘ファーティマの血に染まった手であるとする伝承もある。
また、アンドロメダ座やペルセウス座の星々と合わせて大きなヒトコブラクダの姿に見立てられることもあった。このラクダの中でカシオペヤ座の星々は胴体を成しており、W字の5星はコブから臀部にかけてを構成していた。

### 中国
ドイツ人宣教師イグナーツ・ケーグラー（戴進賢）らが編纂し、清朝乾隆帝治世の1752年に完成・奏進された星表『欽定儀象考成』では、カシオペヤ座の星は、天の北極近くの区域である三垣の1つで天の北極を中心とする「紫微垣」と、二十八宿の北方玄武七宿の第六宿「室宿」、西方白虎七宿の第一宿「奎宿」に配されていたとされる。
紫微垣では、不明の星1つと40・HD 7389・31・φ・43・ωの計7星が天子の車に被せられる飾りのついた蓋を表す星官「華蓋」に、HD 19275・49・51・50・54・48・42・38の8星が華蓋の柄（え）を表す星官「杠」に、23番星が紫微垣の左の垣を表す星官「紫微左垣」の「少丞」に、16・32・55・HD 17948の4星が食客のための宿舎を表す星官「伝舎」に、それぞれ配された。室宿では、σ・ρ・τ・ARの4星が空を飛ぶ蛇身の怪物を表す「螣蛇」に配された。奎宿では、β・κ・η・α・λの5星が春秋時代晋の政治家趙襄子の御者で馬術の名人であった王良を表す星官「王良」に、γ星が御者の使う鞭を表す星官「策」に、ζ星が閣道の別道を表す星官「附路」に、ι・ε・δ・θ・ν・οの6星が宮殿と宮殿を繋ぐ渡り廊下を表す星官「閣道」に、それぞれ配された。

## 神話
エラトステネースの『カタステリスモイ』やヒュギーヌスの『天文詩 (羅: De Astronomica)』では、紀元前5世紀のソポクレスやエウリーピデースの戯曲『アンドロメダー』にその物語が伝えられているとしている。これらの戯曲はいずれも現存していないが、以下の伝承が伝えられている。
ある日、カッシオペイアは「自分は海のニュムペーのネーレーイスよりも美しい」と自惚れた。ポセイドーンの妻でネーレーイスのアムピトリーテーとその姉妹たちは、カッシオペイアの自惚れを罰するようポセイドーンに訴え出た。彼女らの訴えを聞き入れたポセイドーンは、エチオピアに海の怪物ケートスを遣わし、災害を引き起こさせた。困り果てたエチオピア王ケーペウスが神託を立てたところ、「災害を止めるにはアンドロメダーを生贄としてケートスに捧げなければならない」という神託が下った。ケーペウスは神託に従ってアンドロメダーを生贄に出したが、たまたま通りがかった勇者ペルセウスによってケートスは倒され、アンドロメダーは救い出された。その後、ペルセウスとアンドロメダー、ケーペウス、カッシオペイアは天に上げられ星座とされたが、玉座に座った姿で天に上げられたカッシオペイアは、彼女の不敬ゆえに頭を下にして天を回転させられている、とされる。

## 呼称と方言
ラテン語の学名 Cassiopeia に対応する日本語の学術用語としての星座名は「カシオペヤ」と定められている。現代の中国では仙后座と呼ばれている。
明治初期の1874年（明治7年）に文部省より出版された関藤成緒の天文書『星学捷径』で「カッシオペイア」という読みと「椅子ニ踞シタル女王」という解説が紹介された。また、1879年（明治12年）にノーマン・ロッキャーの著書『Elements of Astronomy』を訳して刊行された『洛氏天文学』上巻では「カスシオペイア」と紹介され、下巻では「加西阿宿（カツシオペア）」として解説された。これらから30年ほど時代を下った明治後期には「カシオペイア」と呼ばれていたことが、1908年（明治41年）4月に創刊された日本天文学会の会報『天文月報』の第1巻1号に掲載された「四月の天」と題した記事で確認できる。この訳名は、東京天文台の編集により1925年（大正14年）に初版が刊行された『理科年表』にも「カシオペイア」として引き継がれ、1944年（昭和19年）に天文学用語が見直しされた際も「カシオペイア」が継続して使用されることとされた。
これに対して、天文同好会の山本一清らは異なる読みを充てていた。天文同好会の編集により1928年（昭和3年）4月に刊行された『天文年鑑』第1号では、星座名 Cassiopeia に対して「カシオペア」の読みを充てた。しかし、翌1929年（昭和4年）刊行の第2号ではこれを「カシオペヤ」と改め、以降の号でもこの表記を継続して用いた。これについて山本は東亜天文学会の会誌『天界』1934年4月号の「天文用語に關する私見と主張 (2)」という記事の中でCassiopeia はフランス語で Cassiopée と書く．それで，筆者も以前には「カシオペ」と屡々書いた．しかし，叉，考へ直して，今日我が國のインテリゲンチャたちは，やはり，「カシオペ」よりも「カシオペヤ」と書いた方が，女性名詞としてのより自然な感じを受けるだらうと思ひ，最近は改めた．Cassiopeia を「カシオペイア」と書く人があるが，之れは實に滑稽である．ラテン語を知つて居る人には，わかつてゐる通り，ラテン語の i は子音としても用ゐられる．現にドイツ語でも，Cassiopeia は Cassiopeja と譯してゐるではないか！ 故に，日本語では -ia は單に -ヤ と書くのが好いのである．と述べている。
戦後も継続して「カシオペイア」が使われていたが、1952年（昭和27年）7月に日本天文学会が「星座名はひらがなまたはカタカナで表記する」とした際に、Cassiopeia の日本語名は「カシオペヤ」と改められた。以降は「カシオペヤ」という表記が継続して用いられている。
このように、学術用語としての星座名はカシオペイアまたはカシオペヤという表記が用いられ、現在は明確にカシオペヤと定められているが、集英社国語辞典・新明解国語辞典・日本国語大辞典などの国語辞典のように カシオペア座を見出し語として採用している辞典もある。

### 方言
日本各地に、その特徴的なWの形を成す5つの星の総称としての呼称が伝わっている。
構成する星の数から、静岡県静岡市、埼玉県さいたま市浦和区・所沢市・上尾市・秩父郡横瀬町・皆野町、千葉県成田市、東京都西多摩郡檜原村、神奈川県相模原市藤野に「イツツボシ（五つ星）」、山梨県上野原市に「イツボシ（五星）」、茨城県坂東市岩井に「ゴヨセボシ（五寄せ星）」という呼称が伝わっている。星の並びから、愛媛県西条市や京都府綾部市ではWの形を山に見立てた「ヤマガタボシ（山形星）」、大分県中津市には、Wの2つの角がずれていることを指した「カドチガイボシ」とした呼称が伝えられている。天球上での動きから、子の星（北極星）を食べようとする七曜の星（北斗七星）を追い払って守る星と見立てて「ヤライノホシ」という呼称も伝えられている。また、W字を船の錨に見立てた呼び名として、香川県観音寺市に「イカリボッサン」、宮城県仙台市泉区根白石・大沢、静岡県焼津市・静岡市、神奈川県相模原市藤野、香川県東かがわ市に「イカリボシ」という呼称が伝わっている。信仰に由来する呼び名として、静岡県御前崎市白羽に「ゴヨウ（五曜）」、埼玉県秩父郡横瀬町に「ゴヨウセイ」、静岡県焼津市・牧之原市静波に「クヨー（九曜）」、焼津市・静岡市鷹匠に「クヨーノホシ」、兵庫県宍粟郡に「ホクヨウセイ（北曜星）」という呼称が伝えられている。この他、兵庫県姫路市北条にはWを弓に見立てた「ユミボシ（弓星）」、同市網干には英文字に見立てた「エイモンジボシ（英文字星）」という比較的新しい呼称も採集されている。

## 主な天体

### 恒星
α・β・γの3つの2等星がある。5等星のρ星とV509星は、非常に珍しい黄色極超巨星に分類される大質量星である。
2023年9月現在、国際天文学連合 (IAU) によって8個の恒星に固有名が認証されている。
- α星：太陽系から約231 光年の距離にある、見かけの明るさ2.23 等、スペクトル型K0-IIIaの巨星で、2等星[40]。カシオペヤ座で最も明るく見える。固有名の「シェダル[8](Schedar[43])」は、アラビア語で「胸」を意味する言葉に由来する[20]。
- β星：見かけの明るさ2.27 等、スペクトル型F2IIIの巨星で、2等星[41]。ほぼ赤経0h に位置しているため、恒星時を計るための大まかな指針として使われる。2.30 等のA星と12.45 等のB星から成る連星系で、約27日の周期で互いを周回している[44]。A星はたて座デルタ型変光星に分類される脈動変光星で、約0.1 日の周期で0.03 等の振幅で変光する[45]。固有名の「カフ[8](Caph[43])」は、アラビア語で「染められた手」という意味の言葉に由来する[20]。
- δ星：太陽系から約102 光年の距離にある、見かけの明るさ2.680 等、スペクトル型A5IV の準巨星で、3等星[46]。おうし座のヒアデス星団と同じ分子雲で生まれたヒアデス運動星団 (英: Hyades Moving Group) の一員と考えられている[46]。固有名の「ルクバー[8](Ruchbah[43])」は、アラビア語で「膝」を意味する言葉に由来する[20]。
- ε星：太陽系から約466 光年の距離にある、見かけの明るさ3.37 等、スペクトル型B3Vp_sh のB型主系列星[47]。固有名の「セギン[8](Segin[43])」は、おそらくうしかい座γ星の固有名セギヌス (Seginus) が転訛したものであろうと考えられている[48]。
- ζ星：太陽系から約355 光年の距離にある、見かけの明るさ3.66 等、スペクトル型B2IV の準巨星で、4等星[49]。Aa星の固有名「フールー[8](附路、Fulu[43])」は、この星が中国の天文学において二十八宿の1つ「奎宿」にある星官「附路」に充てられていたことから認証された[43]。
- η星：太陽系から約19.3 光年の距離にある、見かけの明るさ3.44 等、スペクトル型F9V の主系列星で、3等星[50]。3.52 等のA星と7.36 等のB星から成る連星系で、A星の固有名「アキルド[8](Achird[43])」は、ε星と同じくスロバキアの天文学者アントニーン・ベチュヴァーシュが1951年に刊行した『スカルナテ・プレソ星図』に付された星表で初めて登場した由来不明の名称[48]だが、2017年にIAUの恒星の命名に関するワーキンググループ (WGSN) によって認証された[43]。
- υ2星：太陽系から約196 光年の距離にある、見かけの明るさ4.622 等、スペクトル型G8.5IIIbFe-0.5 の化学特異星で、5等星[51]。中心核での水素の核融合を終えて、ヘリウム核燃焼を始めた水平分枝の段階にあると考えられている[52]。また、スペクトル中にバリウムの強い吸収線を示すことからバリウム星に分類されていることから、既に白色矮星に進化した未発見の伴星が存在しており、その星が漸近巨星分枝だった頃に合成されたs過程元素を多く含む物質が主星の表面に降着したものと考えられている[53]。A星の固有名「カストゥラ[8](Castula[43])」は、ヨハン・バイエルの天文書『ウラノメトリア』でυ星の位置を「ペチコートのようなもの」を意味する castulam と形容したことに由来する[54][注 2]。
- HD 17156：太陽系から約253 光年の距離にある、見かけの明るさ8.16 等、スペクトル型F9V の主系列星で、8等星[56]。IAUの100周年記念行事「IAU100 NameExoWorlds」でアメリカ合衆国に命名権が与えられ、主星はNushagak、太陽系外惑星はMulchatnaと命名された[57]。

このほか、以下の恒星が知られている。
- γ星：太陽系から約382 光年の距離にある、見かけの明るさ2.39 等、スペクトル型B0.5IVpeの化学特異星で、2等星[42]。強力なX線を放出しており、スペクトル中に水素の強い輝線が見られるBe星の主星Aと白色矮星の伴星BからなるX線連星であると考えられている[58]。主星のA星は「カシオペヤ座γ型変光星」のプロトタイプとされる爆発型変光星で、その明るさを1.60 等から3.00 等まで大きく変化させる[59]。中国の天文学において二十八宿の1つ「奎宿」にある乗馬に使う鞭を表す星官「策」に充てられていたことから「ツィー[60](Tsih[61])」という名前で呼ばれることもある。また、アメリカ合衆国の宇宙飛行士でアポロ1号の搭乗員であったガス・グリソムのミドルネーム Ivan の綴りを前後逆にした Navi という通称でも知られる[62]。
- μ星：太陽系から約25 光年の距離にある、G型主系列星のA星と赤色矮星のB星からなる連星系で、5等星[63]。2020年の研究では、連星系の年齢は127億±27億 歳で、おそらく肉眼で見える恒星としては全天で最も古い星であるとしている[64]。
- ρ星：見かけの明るさ4.59 等、スペクトル型G2_0 の黄色極超巨星で、5等星[65]。1901年にエドワード・ピッカリングの下で写真乾板の解析をしていたLouisa Wellsによって変光星であることが発見された[66]。1945年以降、4回の大きなアウトバーストを起こしている[67]。主系列星から低温で巨大な赤色超巨星に進化した後に、再び高温の星となる段階にあると考えられている[68]。
- R星：太陽系から約568 光年の距離にあるミラ型変光星[69]。1853年にイギリスの天文学者ノーマン・ポグソンによって発見された[70]。約430日の周期で最大4.7 等から最小13.5 等までの範囲で見かけの明るさを変える[70]が、1周期の光度の振幅は6等級前後である[71]。
- V509星：見かけの明るさ5.13 等、スペクトル型G4_0 の黄色極超巨星で、5等星[72]。ρ星と同じく赤色超巨星の段階から再び高温の星となる段階にあると考えられている[73]。1978年の研究からB型主系列星の伴星の存在が示唆されている[73]。
- HD 221568：太陽系から約773 光年の距離にある、見かけの明るさ7.55 等、スペクトル型 A0p のA型特異星で、8等星[74]。日本の天文学者大沢清輝が先駆的な研究を行ったことから「大沢スター[75](Osawa's Peculiar Star[76])」の別名で知られる。分光スペクトル中にストロンチウム、クロム、ユウロピウムの強い吸収線が見られるA型特異星（Ap星、磁変星）に分類される[75][76]。変光星としては、159日の周期で色指数が変光するりょうけん座α2型変光星に分類されている[77]。

### 星団・星雲・銀河
メシエ天体に数えられる散開星団が2つ位置している。また、6つの天体がパトリック・ムーアがアマチュア天文家の観測対象に相応しい星団・星雲・銀河を選んだ「コールドウェルカタログ」に選ばれている。また、16世紀から17世紀にかけて地球に光が届いた2つの超新星爆発の残骸がある。
- M52：太陽系から約5,400 光年の距離にある散開星団[79]。1774年9月7日、シャルル・メシエが発見した[80]。
- M103：太陽系から約6,700 光年の距離にある散開星団[81]。1781年にピエール・メシャンが発見した[82]。メシエが編纂したメシエカタログで最後に収録された。すぐ隣にあるNGC 663 のほうが星が多く見栄えもすることから、M103と間違えられることもある[82]。
- NGC 559：太陽系から約9,400 光年の距離にある散開星団[83]。コールドウェルカタログの8番に選ばれている[78]。
- NGC 663：太陽系から約9,600 光年の距離にある散開星団[84]。コールドウェルカタログの10番に選ばれている[78]。7 等級と明るい星団で、東西に2つの星の集団が並んでいる姿を馬の蹄に喩えて Horseshoe cluster と呼ばれることもある[85]。
- NGC 7635：太陽系から約7,900 光年の距離にあり、M52のすぐ隣に見える散光星雲[86]。コールドウェルカタログの11番に選ばれている[78]。1787年にイギリスの天文学者ウィリアム・ハーシェルによって発見された[87]。そのシャボン玉のような見た目から「バブル星雲[88](Bubble Nebula[86])」という通称でも知られる[86]。星雲内にあるO型の大質量星BD +60°2522 から放たれる恒星風によって形成されたと考えられており、BD +60°2522は1000万-2000万年後に超新星爆発を起こすと予測されている[87]。
- NGC 457：散開星団[89]。コールドウェルカタログの13番に選ばれている[78]。5等星のφ1と7等星のφ2が目のように見えることから「ふくろう星団 (Owl Cluster[89])」や「ET星団 (ET Cluster[89])」と呼ばれることもある。
- NGC 147：天の川銀河から約248万 光年の距離にある矮小楕円銀河[90]。コールドウェルカタログの17番に選ばれている[78]。1829年9月8日にイギリスの天文学者ジョン・ハーシェルが発見した[91]。1944年、ドイツ生まれのアメリカの天文学者ウォルター・バーデによって、近くにあるNGC 185とともに局所銀河群に属していることが発見された[91][92]。NGC 185と共にM31（アンドロメダ銀河）の伴銀河となっているが、現在はM31よりも天の川銀河のほうがより近い位置にある[91]。
- NGC 185：天の川銀河から約215万 光年の距離にある矮小楕円銀河[93]。コールドウェルカタログの18番に選ばれている[78]。1787年11月30日にウィリアム・ハーシェルが発見した[94]。2016年の研究によると、NGC 147では約69億年前から約30億年前にかけて盛んに星形成されたが3億年前にはほとんど星形成されなくなったのに対して、NGC 185では約83億年前に星形成のピークを迎えた後、率は大きく落ちたもののある程度コンスタントに星形成が続いている、とされた[95]。
- SN 1572A：1572年に観測された超新星で、ティコ・ブラーエが詳細な観測記録を残したことから「ティコの超新星[96](Tycho's Supernova)」の名前で知られる[97]。その超新星残骸のX線のスペクトルからIa型超新星と推測されており、周辺の残骸から届く光エコーのスペクトルを解析した2008年の研究により、標準的なIa型超新星であったことが判明した[98][99]。
- カシオペヤ座A：全天で最も強力な電波源の1つとされる超新星残骸[100]。超新星残骸の膨張速度からの逆算により、1681±19年頃に超新星爆発の光が太陽系に到達したと推測されている[101]が、明らかな観測記録は残されていない[102]。周辺の残骸から届く光エコーのスペクトルを解析した2008年の研究により、IIb型超新星であったことが判明した[102]。

- 散開星団M52（右）と、バブル星雲の通称で知られる散光星雲NGC 7635（左）。
- 2000年12月24日にアメリカ アリゾナ州のキットピーク国立天文台の2.1 m望遠鏡で撮影された散開星団M103。
- PanSTARRSによって撮影された散開星団NGC 559。
- 散開星団NGC 663。
- 2016年2月、ハッブル宇宙望遠鏡 (HST) の広視野カメラ3 (WFC3) によって撮像されたバブル星雲。色は青が酸素、緑が水素、赤が窒素に対応している。
- 散開星団NGC 457。
- 矮小楕円銀河NGC 147。
- HSTのWFC3によって撮像された矮小楕円銀河NGC 185。
- NASAのX線天文衛星「チャンドラX線天文台」によって撮像されたティコの超新星残骸の疑似カラー画像。
- ハッブル宇宙望遠鏡、スピッツァー宇宙望遠鏡、チャンドラX線天文台による撮像を合成した、カシオペヤ座Aの疑似カラー画像。

## 流星群
カシオペヤ座のの名前を冠した流星群で、IAUの流星データセンター (IAU Meteor Data Center) が「確定された流星群 (Established meteor showers)」としているものは、6月カシオペヤ座μ流星群 (June mu-Cassiopeiids)、カシオペヤ座ψ流星群 (psi-Cassiopeiids)、12月カシオペヤ座φ流星群 (December phi-Cassiopeiids) の3つである。
ふたご座流星群・しぶんぎ座流星群とともにいわゆる三大流星群の1つとされるペルセウス座流星群の放射点は、カシオペヤ座の領域内のペルセウス座・きりん座との境界近くに位置している。